# 自由世界

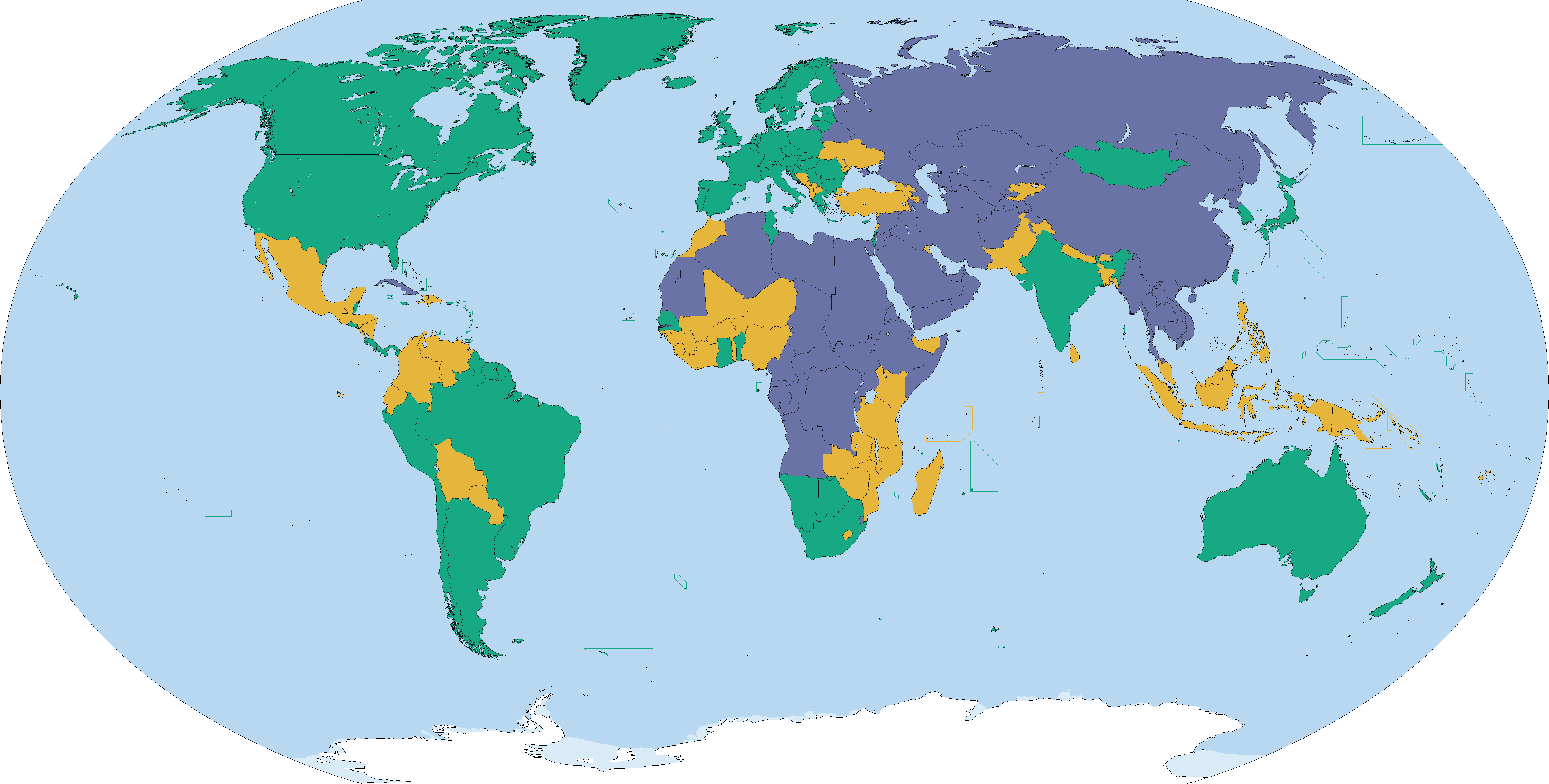
自由之家的在2016年的研究报告显示绿色国家为“自由世界”，紫色国家为“独裁国家”，黄色国家为“部分自由”

自由世界，又称为民主自由國家，包括美国、中华民国、韓國、日本、加拿大、英国、法國、德國、意大利、其他欧盟成員國家、北約成員國家、澳洲、紐西蘭等國，由美国領導。自由世界這一名詞从1945年开始使用，代表了西方世界和結盟國家，也更廣泛的代表所有反共國家。其範圍遍佈亞洲、美洲、歐洲和大洋洲。

## 歷史

### 源起
最早將「自由世界」一詞用說出的是弗蘭克·卡普拉（Frank Capra）的二戰宣傳電影《我們為何而戰》。在該電影系列的第一部《戰鬥前奏曲》中，“自由世界”被描繪成一個白色星球，與被稱為“奴隸世界”的黑色星球形成鮮明對比，影片將自由世界的建築被描繪為以美國和西歐為主的風格；而奴隸世界的建築則被描繪為歌德式風格、古羅馬風格以及东洋风格的混合體，以暗示納粹德國、法西斯意大利和大日本帝國這三國。

### 定義的演變
在美國正式參加二戰後，“自由世界”就專指與軸心國作戰之國家，因為同盟國陣營視自己是反法西斯陣營的中堅力量，認為軸心國所統治的國家們全部受到法西斯主義壓迫，故要讓被軸心國統治的國家獲得「自由獨立」。
二戰結束後，該詞的定義就發生變化，開始只指代美國及其盟國，不再包括同為反軸心國盟友的蘇聯。到了冷戰時代，「自由世界」的概念包括全體資本主義國家中民主制度最為成熟的那批，尤其以反共國家為多。在最嚴格的定義中，只有北約、歐盟和五眼聯盟才算是自由世界國家，因為它們全部具備代议民主、言論自由、新聞自由、示威及結社等自由以及領先地球大多數國家的國民幸福度，從而被歸類為「自由世界」。

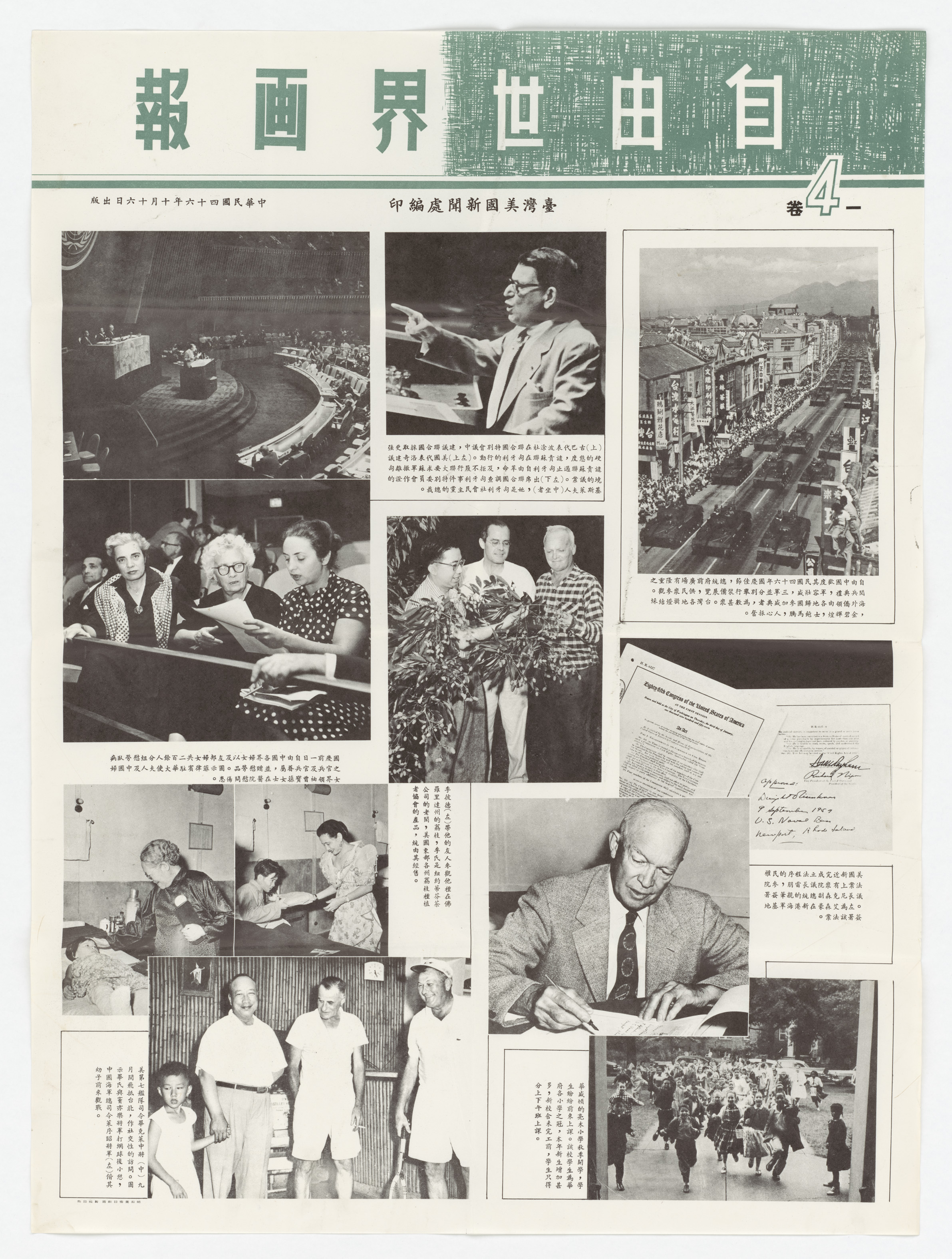
《自由世界畫報》（Free World Pictorial），是美國新聞處於冷戰時期在台灣發行的半月刊，每期約9000份，主旨是宣傳美國、以及退守台灣的中华民国与美国的合作

在冷戰期間，許多對美國和蘇聯都不結盟的第三世界國家、中立國家們也可被稱為“自由世界”。另一方面，以蘇聯為首的共產國家則認為“美國宣稱的自由世界是非法的”，認為這只是資本主義國家對自己的自詡。一些不是共產主義，但依然不同意美國的外交政策，或者有極端反美情緒的國家，也會把“自由世界”當做負面的形容詞使用。

### 21世紀的用法
雖然冷戰以美國的勝利、蘇聯的解體為結束，但“自由世界”一詞依然在全球反恐戰爭期間使用。美國民主黨的保守派政治學家——塞繆爾·P·亨廷頓（Samuel P. Huntington）說：這個詞已經被“國際社會的概念”所取代，變得沒有那麼具備攻擊性，自稱“自由”並不是說其它國家的團體就一定是“封閉獨裁的”；而同時，美國和西方國家也不應該被“自由”這個詞所限制，做出符合人權和普世價值觀的行動才應該是外交的第一考量。
2010年代後期，隨著中美關係在意識形態及制度上的對立日深，「自由世界」一詞再度逐漸盛行，2020年7月23日，美國國務卿邁克·蓬佩奧在前總統尼克松的紀念圖書館發表《共产中国与自由世界的未来》演說，指責中國造成2019冠狀病毒病疫情擴散並實施暴政威脅美國和世界各國的經濟、自由、國家安全和民主，呼籲改變中共威脅自由世界的行為。蓬佩奥亦批评“习近平总书记是一个破产的极权主义意识形态的真正信仰者”（英語：General Secretary Xi Jinping is a true believer in a bankrupt totalitarian ideology），呼籲中國人民改變中共。此次蓬佩奧的演講被BBC視為開啟第二次冷戰的新鐵幕演講。